# Porphine
La porphine est un composé organique de formule brute C20H14N4. Il s'agit d'un macrocycle aromatique constitué de quatre pyrroles liés en cercle par quatre ponts méthine. La présence d'atomes de carbone ayant une hybridation sp2 sur toute la circonférence du macrocycle forme un système conjugué de doubles liaisons qui confère à l'ensemble de la structure son caractère aromatique. La résonance de la porphine peut être représentée par le diagramme ci-dessous :

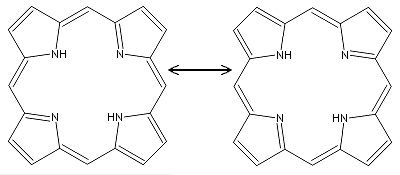
Formes mésomères de la porphine.

Le noyau porphine est l'unité structurale autour de laquelle s'organise la classe de molécules appelée porphyrines, parmi laquelle se trouve notamment l'hème, présent dans l'hémoglobine, la myoglobine et certains cytochromes ; le noyau chlorine, qui lui est apparenté, est par ailleurs le motif structurel de base des chlorophylles, responsables de la photosynthèse, tandis que le noyau corrine, structurellement un peu plus éloigné, est celui des différentes formes de vitamine B12.